# Lillsjön (Håsjö socken, Jämtland)
Lillsjön är en sjö i Bräcke kommun i Jämtland och ingår i Indalsälvens huvudavrinningsområde. Sjön är 5,8 meter djup, har en yta på 0,439 kvadratkilometer och befinner sig 261 meter över havet.

## Delavrinningsområde
Lillsjön ingår i det delavrinningsområde (698800-152685) som SMHI kallar för Utloppet av Lillsjön. Medelhöjden är 306 meter över havet och ytan är 8,15 kvadratkilometer. Det finns inga avrinningsområden uppströms utan avrinningsområdet är högsta punkten. Vattendraget som avvattnar avrinningsområdet har biflödesordning 3, vilket innebär att vattnet flödar genom totalt 3 vattendrag innan det når havet efter 117 kilometer. Avrinningsområdet består mestadels av skog (78 procent) och öppen mark (10 procent). Avrinningsområdet har 0,47 kvadratkilometer vattenytor vilket ger det en sjöprocent på 5,7 procent.